# Mahadevi Varma
Mahadevi Varma (Farrukhabad, 26 de marzo de 1907, 11 de septiembre de 1987) fue una poeta hindú, luchadora por la libertad y educadora de la India. Fue una poeta importante del "Chhayavaad", un movimiento literario del romanticismo en la poesía hindi moderna que abarca desde 1914-1938 y una poeta prominente en sammelans Kavi (Reuniones de poetas) en hindi.
Fue directora y luego vicerrectora de Prayag Mahila Vidyapeeth, una universidad residencial para mujeres en Prayagraj.

## Biografía

### Temprana edad y educación
Mahadevi Varma nació el 26 de marzo de 1907 en Farrukhabad, estudió en la escuela de niñas Crossthwaite en Allahabad. En esta escuela, conoció a su compañera de estudios Subhadra Kumari Chauhan, quien más tarde se convertiría en una destacada escritora y poeta hindi, como la propia Verma.
Mahadevi fue admitida originalmente en una escuela del convento, pero ante las protestas y una actitud renuente, ingresó en el Crosthwaite Girls College en Allahabad. Según Mahadevi, aprendió la fuerza de la unidad en el albergue de Crosthwaite, donde los estudiantes de diferentes religiones vivían juntos y el desorden también estaba de acuerdo con los requisitos religiosos. Mahadevi comenzó a escribir poemas en secreto; pero al descubrir su alijo oculto de poemas por parte de su compañera de cuarto y de último año Subhadra Kumari Chauhan (conocida en la escuela por escribir poemas), su talento oculto quedó expuesto. Mahadevi y Subhadra ahora comenzaron a escribir poemas juntas en su tiempo libre.
Ella y Subhadra también solían enviar poemas a publicaciones como revistas semanales y lograron publicar algunos de sus poemas. Ambas poetas también asistieron a seminarios de poesía, donde conocieron a eminentes poetas hindúes y leyeron sus poemas a la audiencia. Esta asociación continuó hasta que Subhrada se graduó en Crosthwaite.
En su biografía infantil Mere Bachpan Ke Din (Mis días de infancia), Mahadevi Verma ha escrito que en un momento en que una niña era considerada una carga para la familia, era muy afortunada de haber nacido en una familia liberal. Según los informes, su abuelo tenía la ambición de convertirla en una erudita; aunque insistió en que ella cumpliera con la tradición y se casara a la edad de nueve años, su madre hablaba con fluidez el sánscrito y el hindi, y era muy religiosa. Mahadevi le da crédito a su madre por inspirarla a escribir poemas y a interesarse por la literatura.
Después de su graduación en 1929, el esposo de Mahadevi Verma, el Dr. Swarup Narain Verma, se negó a vivir con ella porque no era tan guapa; incluso trató sin éxito de convencerlo de que se volviera a casar. Se informa que consideró convertirse en monja budista, pero finalmente decidió no hacerlo, aunque estudió textos budistas en pali y prakrit como parte de su maestría.

### Vida profesional
En 1930, Verma comenzó a enseñar en las escuelas de los pueblos de Allahabad. Aunque no participó activamente en actividades políticas, particularmente en las campañas de desobediencia civil de Gandhi en Allahabad en este momento, adoptó los ideales de Gandhi, incluyendo dejar de hablar en inglés y vestirse principalmente con khadi. Fue nombrada la primera directora de Allahabad (Prayag) Mahila Vidyapeeth en 1933, una universidad privada que se inició con el fin de impartir educación cultural y literaria a las niñas a través del hindi. Posteriormente, se convirtió en rectora de este instituto. Durante su tiempo en el Prayag Mahila Vidyapeeth, organizó varias conferencias de poetas, o Kavi Sammelans, así como una conferencia para escritores de cuentos (Galpa Sammelan) en 1936, que fue presidida por la escritora Sudakshina Varma.
También continuó escribiendo extensamente mientras enseñaba, incluidos editoriales para la revista hindi Chand, en la que contribuyó, editó y también ilustró, apoyando el valor de sus aportaciones literarias. Estos editoriales fueron luego recopilados y publicados en un volumen titulado Srinkhala ke Kariyan (Los eslabones de nuestras cadenas) en 1942.
Después de la muerte de su esposo en 1966, se mudó definitivamente a Allahabad y vivió allí hasta su muerte.

## Trayectoria
Varma es considerada una de los cuatro poetas principales de la escuela Chhayavaadi de la literatura hindi, los otros son Suryakant Tripathi 'Nirala', Jaishankar Prasad y Sumitranandan Pant. Dibujó una serie de ilustraciones para sus obras poéticas como Yama. Uno de sus otros trabajos es Neelkanth, que habla de su experiencia con un pavo real, que se incluye como un capítulo en el programa de estudios de la Junta Central de Educación Secundaria para estudiantes de séptimo grado. También ha escrito Gaura, que se basa en su vida real, en esta historia escribió sobre una hermosa vaca. Mahadevi Verma también es conocida por sus memorias de la infancia, Mere Bachpan Ke Din and Gillu, que fue incluida en el programa de estudios de la Junta Central de Educación Secundaria de la India para el noveno grado. Además, su poema "Madhur Madhur Mere Deepak Jal" es parte del plan de estudios CBSE (Hindi-B) para el décimo grado. De una de sus memorias, Smriti ki Rekhayen, se incluye un relato de su amiga criada, Bhaktin, en el programa de estudios básico de Hindi Core de la clase 12 de CBSE.
Su nuera, Abha Pandey, que es funcionaria del gobierno central, está llevando adelante el legado de Mahadevi Verma.

## Premios y homenajes
- 1956: Padma Bhushan[9]
- 1979: Beca Sahitya Akademi[10]
- 1982: Premio Jnanpith por su colección de poesía Yama.[11]
- 1988: Padma Vibhushan[12]
- 27 de abril de 2018: Google conmemoró a Mahadevi Varma con un Doodle en su página de inicio de India.[13]